# (10002) Bagdasarian
Pour les articles homonymes, voir Bagdasarian.
(10002) Bagdasarian est un astéroïde de la ceinture principale.

## Description
(10002) Bagdasarian est un astéroïde de la ceinture principale. Il fut découvert le 8 octobre 1969 à Nauchnyj par Lioudmila Tchernykh. Il présente une orbite caractérisée par un demi-grand axe de 3,15 UA, une excentricité de 0,16 et une inclinaison de 3,0° par rapport à l'écliptique.
Il a été nommé d'après l'expert russe en radio et en science électronique Aleksandr Sergeievich Bagdasaryan.

## Compléments